# HAL HF-24 Marut
« Marut » redirige ici. Pour les divinités de la mythologie védique, voir Maruts.
Le HAL HF-24 Marut (« dieu de la tempête ») est un avion militaire conçu par l'Inde au début des années 1960. C'est le premier avion à réaction développé par ce pays et il souffrit pendant toute sa carrière du manque de puissance de ses réacteurs. Malgré cela, le Marut était plutôt réussi : robuste, très manœuvrable, sa stabilité en faisait une bonne plate-forme de tir et il disposait d'une grande puissance de feu.

## Conception
Au milieu des années 1950, l'armée de l'air indienne émet une demande pour un avion multirôle : à la fois intercepteur à haute altitude et appareil d'attaque au sol à basse altitude, pouvant être utilisé pour l'entraînement et modifié pour l'emploi à bord de porte-avions. Le tout avec une vitesse de Mach 2, un plafond de 18 000 m et un rayon d'action de 800 km. 
Si cette demande était conforme aux possibilités de l'époque (elle correspond plus ou moins aux caractéristiques du Mirage III français ou du F-4 Phantom II américain, tous les deux contemporains du Marut), la difficulté venait du fait que le nouvel avion devait être développé localement en Inde, qui n'avait alors que peu d'expérience dans le domaine aéronautique et encore moins dans les avions à réaction militaires. Chargée du projet, la société Hindustan Aeronautics Ltd. ne disposait d'ailleurs au départ d'aucune infrastructure : pas de hangar, pas de machines-outils pour l'assemblage, aucun équipement de mesure et de test, et pas de piste d'atterrissage convenable.
En août 1956, officiellement invité par l'Inde, l'ingénieur allemand Kurt Tank (père du Focke-Wulf Fw 190 de la Seconde Guerre mondiale) arrive à Bangalore pour superviser l'équipe d'ingénieurs chargée du projet. Début 1959, une maquette en bois à échelle réelle est terminée. Capable de voler comme un planeur, elle subit 78 vols d'essais entre avril 1959 et mars 1960. La construction du premier prototype du HF-24 commence aussitôt après et se termine un an plus tard, en mars 1961. Après trois mois d'essais au sol, ce prototype (HF-001) fait son vol inaugural le 17 juin 1961 et est rejoint par un second prototype à partir d'octobre 1962. 
Cependant, le programme du HF-24 est déjà pénalisé par des problèmes de réacteur : l'avion devait être équipé de Bristol-Siddeley Orpheus BOr 12 offrant 3 705 kgp avec postcombustion, mais le Royaume-Uni avait arrêté le développement de ce moteur et l'Inde ne voulait pas financer les travaux restants. Plusieurs solutions de remplacement sont étudiées (construction sous licence du Toumanski RD-9F du MiG-19, collaboration au développement de l'E-300 lancé par l'Égypte) mais aucune n'aboutit, ce qui fait que le Marut reste propulsé par des Orpheus Mk.703 sans postcombustion fournissant 2 200 kgp (soit à peine 60 % de la puissance prévue).
18 exemplaires de préproduction sont commandés fin 1962 : le premier d'entre eux décolle en avril 1963, et le Marut entame alors un programme de validation de son utilisation et d'essais d'armements, qui durera 3 ans. Malgré ses réticences devant les performances limitées du HF-24, l'armée de l'air indienne décide finalement d'utiliser l'avion uniquement pour l'attaque au sol, ce qui entraîne la suppression d'un certain nombre d'équipements inutiles (radar de poursuite, capacité de tir de missile air-air, etc.). Après ces modifications, le premier avion de série décolle finalement en novembre 1967.
Le prototype d'une version biplace destinée à l'entraînement fait son premier vol le 30 avril 1970 : le système de roquettes est alors supprimé pour permettre l'installation du second poste de pilotage. Cette version sera mise en service en 1975 et construite à 18 exemplaires. En 1971 apparait une version améliorée du Marut, avec une nouvelle aile de surface plus importante, un poste de pilotage largement revu et un nouveau viseur. Pendant les années 1970, de nouvelles tentatives sont faites pour trouver des réacteurs suffisamment puissants, avec le développement local d'une postcombustion sur les Orpheus 703 et des négociations pour l'utilisation de réacteurs Rolls-Royce RB.153, mais aucune n'aboutira.
Construit au total à 147 exemplaires, le Marut équipera 3 escadrons de l'armée de l'air indienne : Squadron 10 à partir de 1967, Squadron 220 à partir de 1969 et Squadron 31 à partir de 1974. Il sera progressivement remplacé par des MiG-23 d'origine soviétique à partir de 1980, les derniers exemplaires du Squadron 31 étant réformés au milieu des années 1990.

## Variantes
- HF-24 Mk I : version monoplace d'attaque au sol
- HF-24 Mk IT : version biplace pour l'entraînement

## Engagements
Le Marut effectua des missions d'attaque lors de la troisième guerre indo-pakistanaise, en décembre 1971. Durant ce conflit, 3 avions furent abattus par des tirs anti-aériens et un autre détruit au sol lors d'un raid pakistanais.

### Aéronefs comparables
- Sukhoi Su-7
- Helwan HA-300 (en)
- Hawker Hunter